# Rabdophaga vigemmae
Rabdophaga vigemmae är en tvåvingeart som beskrevs av Stelter 1989. Rabdophaga vigemmae ingår i släktet Rabdophaga och familjen gallmyggor. Inga underarter finns listade i Catalogue of Life.